# Alessandro da Casalmaggiore

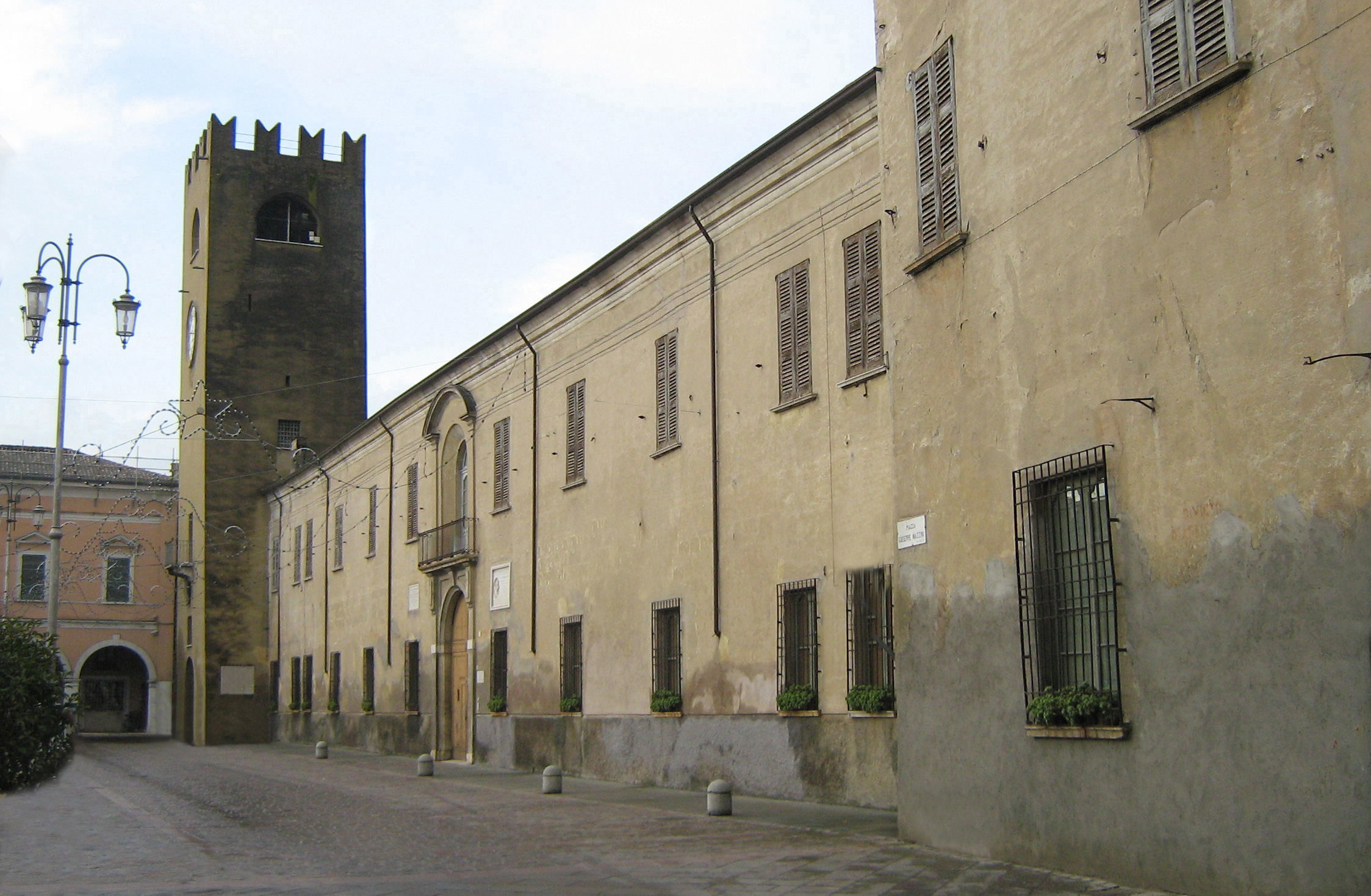
Castel Goffredo, Palazzo Gonzaga-Acerbi

Alessandro da Casalmaggiore (... – 1577) è stato un pittore italiano del Rinascimento, attivo nella prima metà del Cinquecento.

## Biografia
Fu allievo della cerchia del pittore Lelio Orsi di Novellara. Svolse la sua opera presso le corti gonzaghesche di Mantova e Sabbioneta, spesso in collaborazione col pittore Giulio Rubone.
Un documento, datato 24 novembre 1577, informa che il pittore Alessandro da Casalmaggiore iniziò alcuni lavori ad affresco nella loggia del palazzo di Alfonso Gonzaga, marchese di Castel Goffredo, che Giulio Rubone si impegnò a completare dopo la morte di Alessandro.